# チャールズ・ティルストーン・ビーク
チャールズ・ティルストーン・ビーク（英: Charles Tilstone Beke, 1800年10月10日 - 1874年7月31日）は、イングランドの旅行家、地理学者、聖書研究家。エチオピアなどナイル川流域を中心に、学術的探険を行なった。

## 経歴
ビークは、ロンドンのステップニーに、シティ・オブ・ロンドンの商人の息子として生まれ、様々な仕事に関わった。その後、リンカーン法曹院で法律を学び、弁護士として働いていたが、最終的には歴史、地理、民族誌の研究に没頭するようになった。
ビークによる研究の最初の成果は、『Origines Biblicae or Researches in Primeval History』として1834年に出版された。これは、人類史を地質学的データから再構成しようとする試みであり、創世記の伝統的な解釈を支持する人々から嵐のように非難を浴びることになったが、その価値を認めたテュービンゲン大学からPh.D.を授与された。
1837年から1838年にかけて、ビークは在ザクセン王国イギリス領事代行を務めた。この時以降、生涯を通して、ビークの関心の大部分は、おもにナイル河谷の地理学研究に向けられた。友人たちの支援を受け、ビークはエチオピアを訪問し、ウィリアム・コーンウォリス・ハリス少佐（のちにサー）が先導した、イギリス領インド当局からシェワ (Shewa) への使節団との関係連繋をとりながら、当時まだヨーロッパ人には知られていなかったゴジャム (Gojjam) や、さらに南の地方を探険した。このほかにもビークは、アバイ川（Abay River：青ナイル川）の流路を、科学的正確性をもって確定する業績などを残した。1840年から1843年までかかってまとめられた、この遠征の貴重な成果は、王立地理学会の学術誌『Journal of the Royal Geographical Society of London』を中心に掲載された多数の学術論文として発表された。1845年、王立地理学会は、エチオピア（アビシニア）に関する研究への貢献に対して、ビークに金メダル（創立者メダル）を授与した。
ロンドンに戻ったビークは、再び商業に従事したが、余暇時間のすべてを地理学および血統学の研究に費やした。1848年、ビークは、アフリカ本土のザンジバルの対岸にあたる位置を起点とし、ナイル川の源流を探る探険を計画した。この計画は着手されたものの、ほとんど進まないままに頓挫した。しかし、白ナイル川がナイルの本流であると考えたビークの見通しは、その後の探険によって正しかったことが明らかになった。
1856年、ビークはマッサワを介してエチオピアとの通商関係を築こうと努力を重ねたが、これは結局成功しなかった。1861年から1862年にかけて、ビークは妻とともにシリアとパレスチナを旅し、中部アフリカ地域との交易やスーダンにおける綿花生産の振興を目的としてエジプトにも足を伸ばした。1865年、ビークは、エチオピアに赴いて皇帝テオドロス2世と、当時とらわれの身となっていたイギリス人の解放を直接交渉しようと試みた。ビークはいったん出発したものの、拘束されていたイギリス人一行が解放されたという知らせを受け、引き返したのだが、その後、テオドロスはいったん解放した一行を再度拘束した。人質の解放を求めて送り込まれた軍の遠征隊 (military expedition) に対し、ビークは非常に多くの重要な情報を提供するなど、政府に様々な形で協力し、地理学的調査にも貢献したとして、1868年にはインド担当国務大臣 (Secretary of State for India) から500ポンドを給付され、さらに1870年には年100ポンドの文民年金 (the grant of a civil list pension) を支給されることになった。74歳のとき、ビークは、シナイ山の本当の位置を確定することを目的として、エジプトを旅行した。ビークは、シナイ山がアカバ湾の東側にあるはずだと考え、旅行を通してこの考えの正さを確信した。しかし、このビークの説は一般には広まらなかった。ビークは、当時のケント州ブロムリー (Bromley) （後のブロムリー・ロンドン特別区）で没した。

## 著作
ビークの著作は多数にのぼる。既に上で言及したもの以外にも『An Essay on the Nile and its Tributaries』（1847年）、『The Sources of the Nile 』（1860年）、『The British Captives in Abyssinia』（1865年）などがある。
ビークは、王立地理学会のフェローであり、金メダル受賞者であったが、さらにフランスのパリ地理学会からも金メダルを贈られた。しかし、ライバル関係にあったエチオピア探検家アントワーヌ・ダバディー・ダラーの発言をめぐる論争をきっかけに、ビークはフランスからのメダルを返却した。